# 捷列克-庫馬低地
捷列克-庫馬低地是俄羅斯的低地，由斯塔夫羅波爾邊疆區、車臣共和國和達吉斯坦共和國負責管轄，屬於裡海盆地一部分，北面是庫馬─馬內奇盆地，東臨裡海，南面是大高加索山脈。